# Basilica di Santa Maria sopra Minerva
La basilica di Santa Maria sopra Minerva (in latino basilica Sanctae Mariae supra Minervam) è una basilica minore di Roma situata nel rione Pigna, in piazza della Minerva, nelle vicinanze del Pantheon.
Si tratta di uno dei pochissimi esempi di architettura gotica a Roma. La basilica ospita le spoglie di diversi personaggi importanti tra cui Caterina da Siena, proclamata dottore della Chiesa nel 1970, del pittore mistico Beato Angelico, proclamato «Patrono universale degli artisti» nel 1984 e di Papa Benedetto XIII. Al suo interno conserva pregevoli opere d'arte tra cui gli affreschi di Melozzo da Forlì e Filippino Lippi.

## Storia

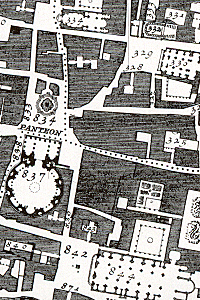
La chiesa (contrassegnata con il numero 844) nella pianta di Roma di Giambattista Nolli del 1748

Nell'VIII secolo esisteva un oratorio dedicato alla Vergine con il toponimo di Minervum. La zona in cui sorse corrispondeva infatti a una vasta area sacra di epoca romana che ospitava diversi edifici di culto, quali il tempio di Iside e Serapide, e il tempio di "Minerva Chalcidica", da cui derivò il nome di "Minervum". Il tempio di "Minerva Chalcidica" è noto alle fonti per essere stato costruito da Domiziano nel Campo Marzio; un tempo si credeva che la chiesa fosse stata costruita proprio sopra questo tempio, ma esso è stato tuttavia in seguito collocato in corrispondenza dell'odierna chiesa di Santa Marta, in piazza del Collegio Romano, probabilmente legato al Divorum. 
L'oratorio fu dato nell'VIII secolo alle monache basiliane provenienti da Costantinopoli, poi, nel 1266, passò ai frati predicatori domenicani, ma il possesso definitivo della chiesa fu dato loro soltanto nel 1275 ed entrò a far parte di un complesso conventuale domenicano noto anche come insula sapientiae.
Nel 1280 fu iniziata la costruzione della grande chiesa gotica a tre navate da parte dei Domenicani, grazie ai finanziamenti donati da Bonifacio VIII e da molti fedeli. Gli architetti si ispirarono alla basilica di Santa Maria Novella di Firenze, tuttavia semplificando molto gli elementi dell'esempio fiorentino. I lavori continuarono fino al 1453, quando la navata maggiore fu coperta a volta, mentre quelle laterali lo erano fin dal Trecento. Sempre nel 1453, il conte Francesco Orsini ordinò la costruzione a spese proprie della facciata. Tuttavia essa rimase incompiuta in laterizio a vista fino al 1725, quando la sua costruzione fu terminata per volere di papa Benedetto XIII.
Nel 1600, molti lavori interni, tra cui la trasformazione a tutto sesto degli archi ogivali delle navate, fecero assumere alla chiesa un aspetto barocco.
La chiesa è titolo cardinalizio dal 1557. Il primo cardinale titolare fu Michele Ghislieri, che poi divenne papa con il nome di Pio V nel 1566, anno in cui elevò il suo vecchio titolo a basilica minore.
Tra il 1848 e il 1855 Girolamo Bianchedi diresse importanti lavori di restauro, nel corso dei quali fu demolita la maggior parte delle aggiunte barocche, mentre le spoglie pareti furono arricchite di affreschi neogotici.
Nel 1909 fu realizzato il grande organo a trasmissione pneumatica dalla ditta di Carlo Vegezzi Bossi, restaurato nel 1999.

## Descrizione

### Facciata

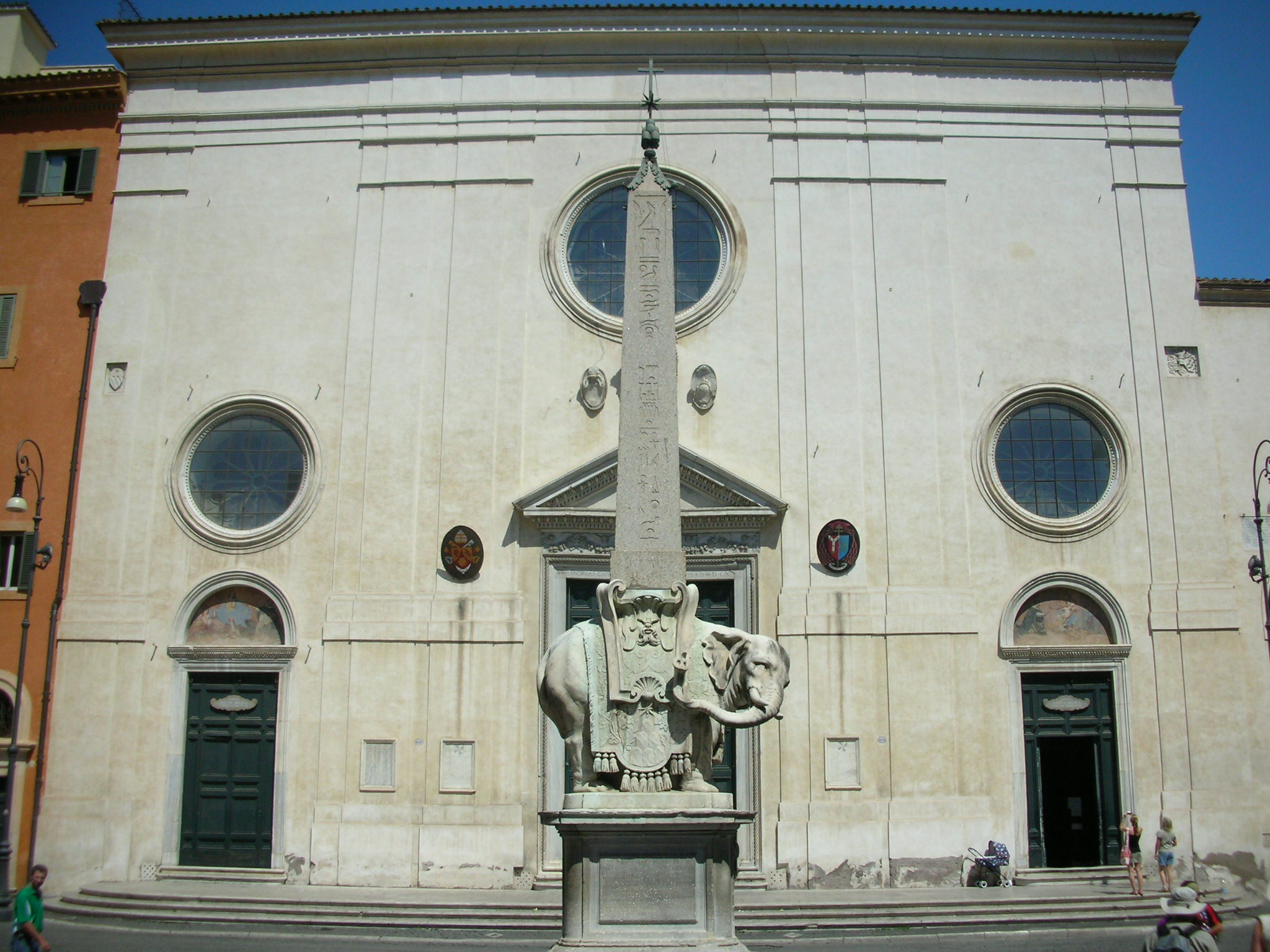
La facciata e l'obelisco.

Di stile prevalentemente romanico (con influssi abruzzesi e rinascimentali), la facciata non tradisce così lo stile architettonico usato per l'interno, che è invece il gotico. Le sue decorazioni rinascimentali sono opera del Raguzzini e risalgono all'intervento settecentesco di Benedetto XIII. Il grande portale maggiore, invece è ottocentesco ed ha un fregio decorato con ghirlande.
Nel piazzale antistante la facciata si trova un obelisco egizio issato su un basamento, opera di Ercole Ferrata su progetto del Bernini, raffigurante curiosamente un grazioso elefantino.
Sulla parte destra della facciata si possono confrontare alcuni indicatori del livello del fiume Tevere, posti nei secoli in occasione di alluvioni. Il più antico risale al 1422, durante il pontificato di Martino V, mentre quello indicante il livello più alto raggiunto risale al gennaio 1548; il più recente è del dicembre 1870.

### Interno

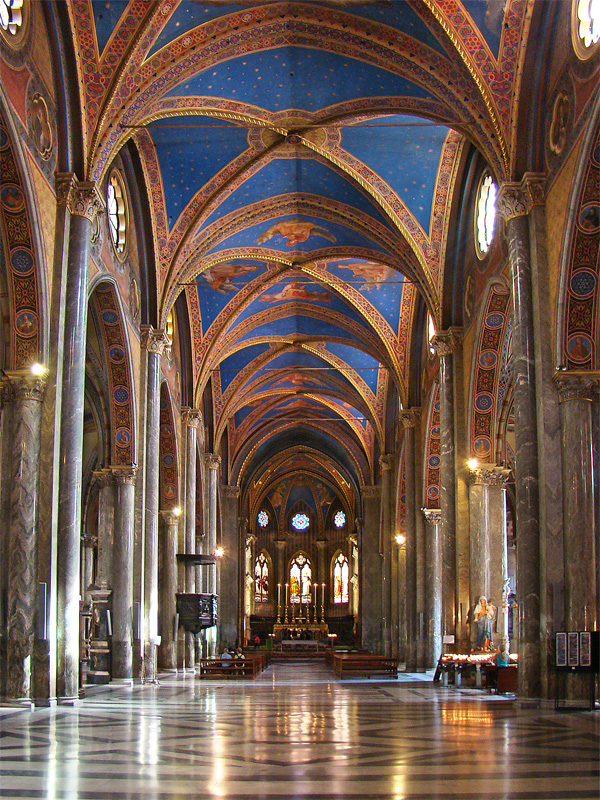
Navata

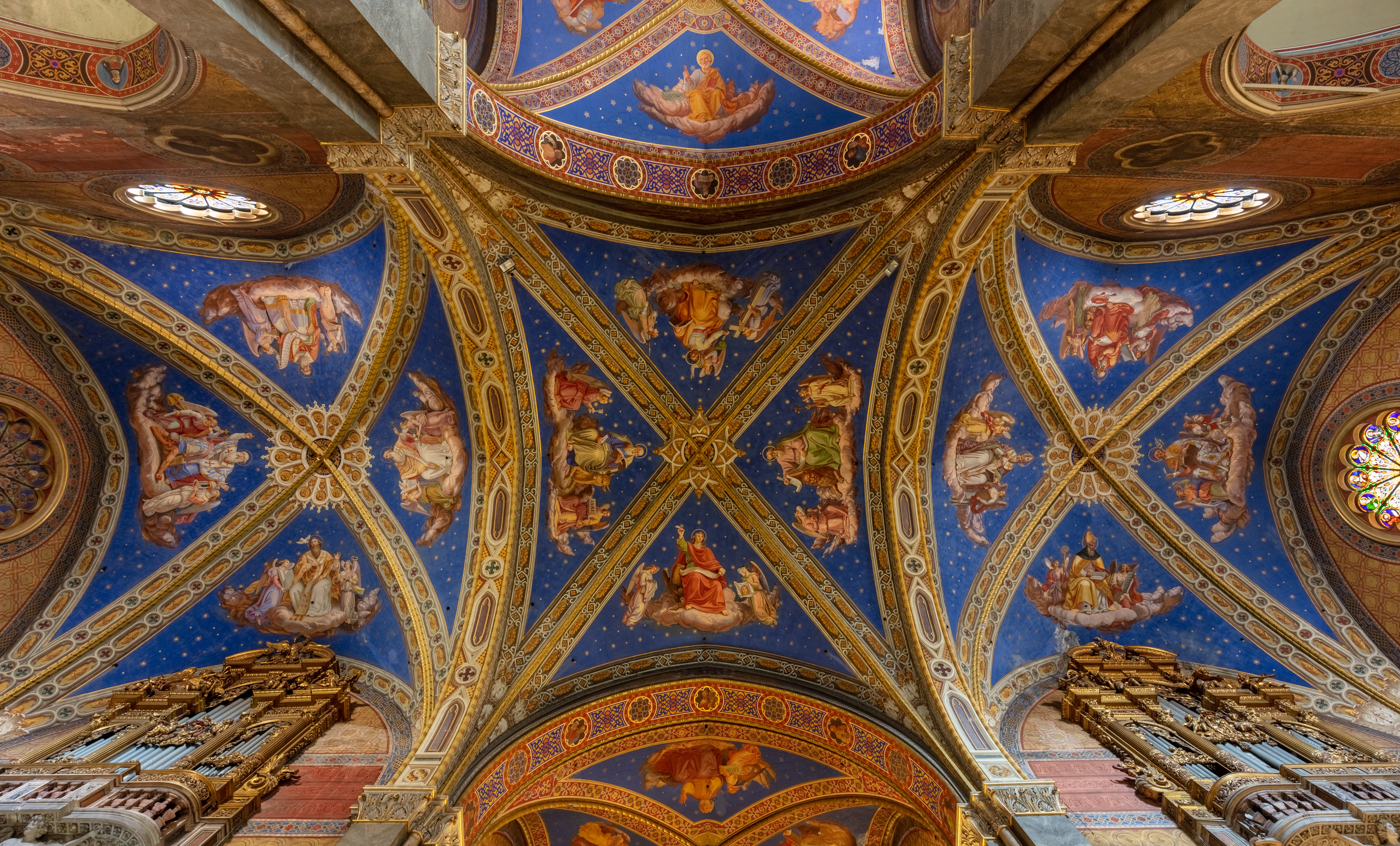
Volta della navata centrale.

L'interno della basilica è a tre navate scandite da possenti pilastri con transetto e profonda abside. Lungo le pareti e la volta della chiesa si estende una fitta decorazione ad affresco in stile neogotico, risalente ai lavori di restauro ottocenteschi di Bernardino Riccardi, Pietro Gagliardi, Tommaso Greggia, Raffaele Casnédi.
Sulle due navate laterali si aprono varie cappelle laterali che hanno mantenuto il loro aspetto barocco. Fra queste: 
- la "cappella dell'Annunziata", opera del Maderno e con un'Annunciazione di Antoniazzo Romano;
- la "cappella Aldobrandini", del primo decennio del XVII secolo, opera di Giacomo Della Porta e Stefano Maderno. Racchiude i monumenti funerari dei genitori del papa Clemente VIII Aldobrandini, realizzati da Nicolas Cordier nonché un pregevole dipinto di Federico Barocci sull'altare. Gli affreschi della volta sono opera di Cherubino Alberti.
- il "battistero", ricavato nello spessore della facciata, con decorazioni di Raguzzini e una tela raffigurante Noli me tangere, opera rinascimentale del valtellinese Marcello Venusti;
- la "cappella di San Raimondo di Peñafort", contenente il monumento del cardinale Giovanni Diego de Coca (morto nel 1477), opera di Andrea Bregno (anch'egli sepolto nella chiesa) e l'affresco Cristo giudice tra due angeli di Melozzo da Forlì;
- la "Cappella di S. Domenico", opera di Filippo Raguzzini, con la tomba di papa Benedetto XIII decorata da opere di Carlo Marchionni e da Pietro Bracci, e la scultura "Madonna con bambino e i santi Giovanni Battista e Giovanni evangelista" (1670 circa) di Francesco Grassia[4]
- la "Cappella Carafa", opera importante del primo Rinascimento a Roma, interamente affrescata da Filippino Lippi per il cardinale Oliviero Carafa alla fine del Quattrocento; risulta sconosciuto il progettista della decorazione architettonica attribuita a Giuliano da Sangallo, Bramante o Baccio Pontelli.[5] Sulla parete sinistra si trova il monumento funerario del papa Paolo IV Carafa, opera di Pirro Ligorio realizzata negli anni 1560.

Al suo interno l'edificio conserva pregevoli opere del Quattrocento e del Cinquecento anche di Raffaellino del Garbo nonché la lastra funeraria di Beato Angelico e la statua del Cristo portacroce, opera di Michelangelo. Nella terza cappella della navata di sinistra è collocato il Cristo Salvatore, dipinto su tavola attribuito a Perugino. Si trovano infine vari monumenti funerari e cenotafi realizzati da Gian Lorenzo Bernini o attribuiti a lui come Memoria a Maria Raggi e il busto della tomba di Giovanni Vigevano che costituisce la prima svolta della ritrattistica berniniana perché fu il primo ritratto che realizzò avendo potuto studiare il modello ancora in vita.

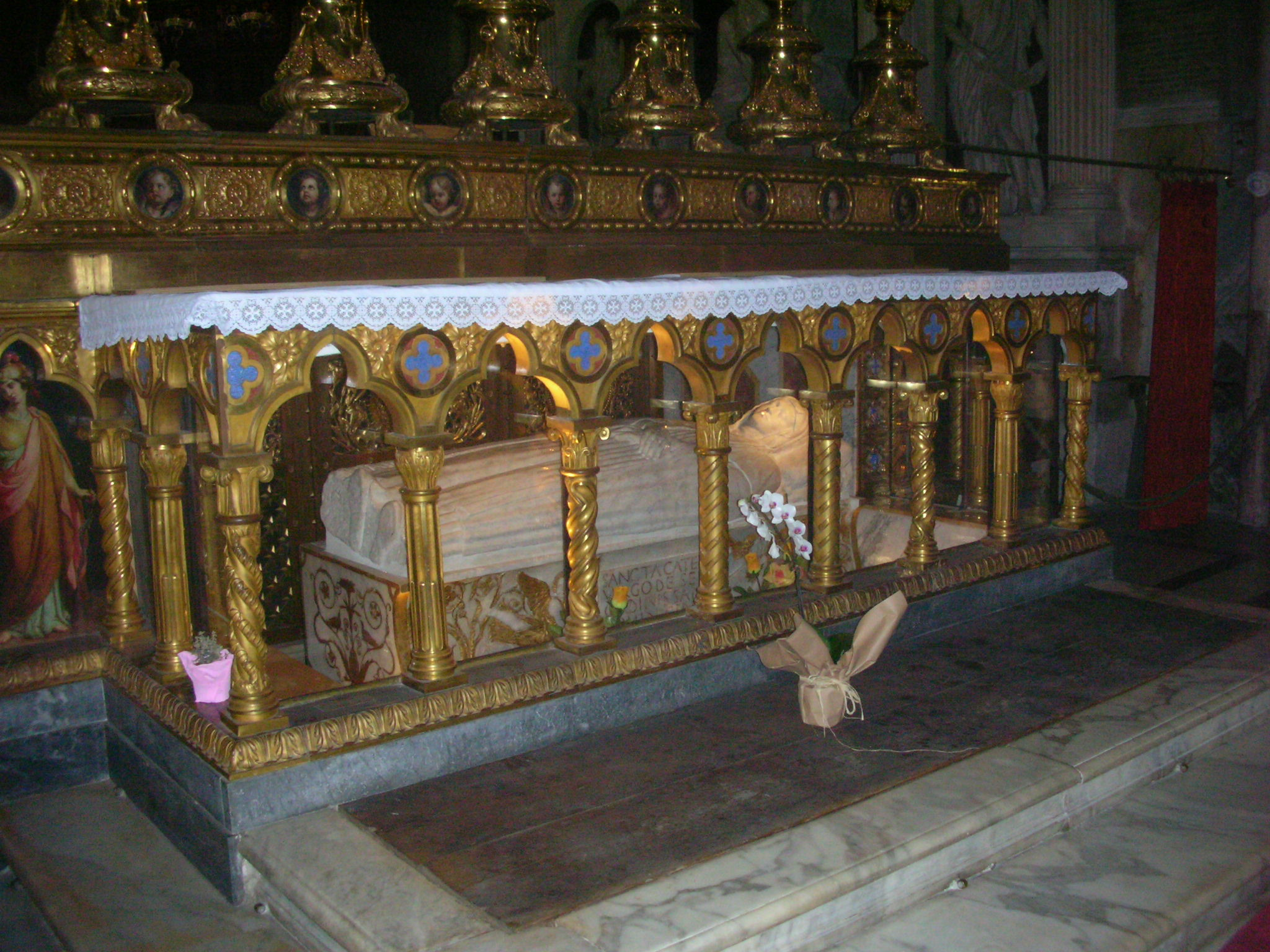
L'altar maggiore con il sepolcro di Santa Caterina da Siena

Al di sotto della mensa dell'altar maggiore, in stile neogotico, vi sono, racchiusi in un sarcofago quattrocentesco, i resti del corpo di Santa Caterina da Siena, mancanti del teschio e di un dito, che si trovano nella basilica di San Domenico in Siena. Il sarcofago, restaurato fra il 1999 e il 2000, raffigura sul coperchio, ricavato da una statua, la santa giacente.
Nell'abside, illuminata da tre grandi bifore, si conservano le sepolture e i monumenti di vari papi e cardinali, fra cui quelli molto simili di due papi medicei, Leone X e Clemente VII. Entrambi contengono statue di Baccio Bandinelli. Fra le lastre tombali del pavimento vi è quella che segnala la tomba del cardinale e umanista Pietro Bembo, morto nel 1547.
Nella basilica si trovano anche i monumenti funerari di tre altri papi: Paolo IV, Urbano VII e Benedetto XIII (quest'ultimo con una statua del pontefice dovuta a Pietro Bracci).
La tela d'altare della sacrestia fu realizzata da Andrea Sacchi negli anni trenta del XVII secolo su incarico del cardinale Antonio Barberini.
Dietro la Sacrestia è la suggestiva Stanza di Santa Caterina, ricostruita nel 1637 con le mura stesse della camera ove morì in via di S. Chiara, con affreschi assai danneggiati della scuola di Antoniazzo Romano.

## Sepolcri
In questa chiesa si conservano i sepolcri di alcuni personaggi illustri:
- Santa Caterina da Siena, mistica e santa
- Astorgio Agnesi (†1451), cardinale e arcivescovo
- Beato Angelico, pittore e beato
- Papa Leone X (†1521)
- Papa Clemente VII (†1534)
- Papa Paolo IV (†1559)
- Papa Urbano VII (†1590)
- Papa Benedetto XIII (†1730)
- Nikolaus von Schönberg, cardinale "copernicano"[7]
- Pietro Bembo, poeta, umanista, cardinale
- Zaccaria Dolfin, cardinale[8]
- Bartolomé Carranza, teologo spagnolo e arcivescovo di Toledo
- Tommaso De Vio, detto Cajetano, cardinale
- Francesco Gaude, cardinale
- Latino Malabranca Orsini, cardinale
- Michele Mazzarino, cardinale
- Matteo Orsini, cardinale
- Clemente Micara, cardinale
- Laudivio Zacchia, cardinale
- Guglielmo Durand, vescovo di Mende
- Luigia Tincani, fondatrice dell'Unione di Santa Caterina da Siena delle missionarie della scuola e dell'Università LUMSA
- Diotisalvi Neroni, politico
- Mariano Santo, fisico e medico
- Giorgio di Trebisonda, filosofo e umanista bizantino
- Uberto (Roberto) Strozzi, letterato
- Loreto Vittori, cantante, compositore, librettista
- Filarete, scultore e architetto
- Andrea Bregno, scultore

## Organi a canne

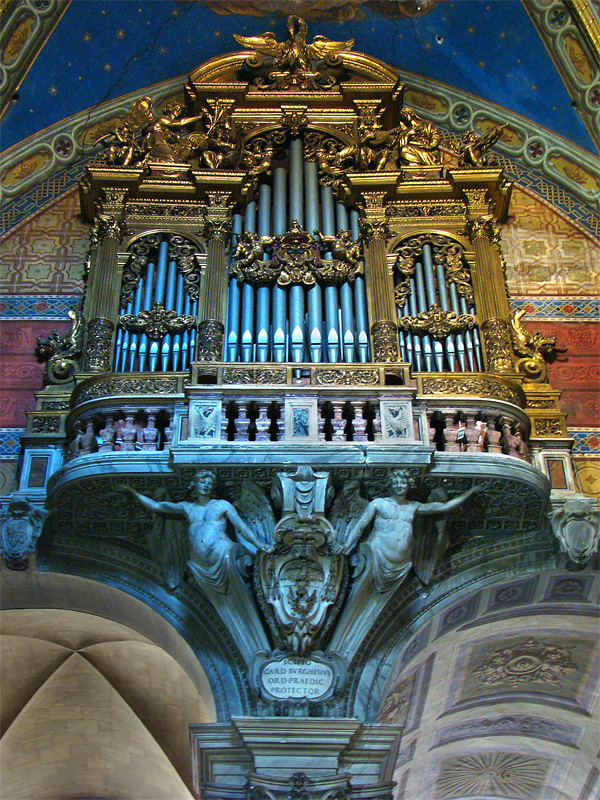
L'organo Vegezzi Bossi

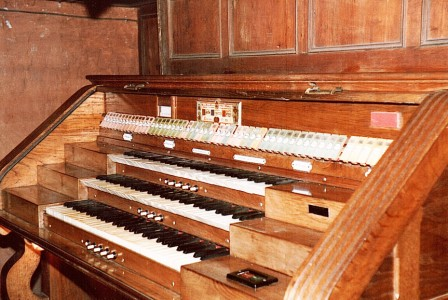
La consolle

Nel 1628, l'organaro Ennio Bonifazi, detto "il Cerricola" costruì due organi quasi identici per la basilica, collocandoli nei due transetti sopra delle cantorie. Mentre quello di destra fu saccheggiato di tutte le sue canne interne e poi incendiato, tutte le canne dell'organo di sinistra furono utilizzate per l'organo del Duomo di Sutri. Nel 1909 la ditta d'organi di Carlo Vegezzi Bossi costruì, op.1300, nel corpo dell'organo di sinistra un nuovo strumento a trasmissione pneumatica, dotato di tre tastiere e pedaliera. Fu il primo organo ad essere dotato di due consolle, la seconda era dietro l'altare, fu rimossa per problemi tecnici. Le casse di entrambi gli organi sono quelle originarie del Seicento e sono opera dell'architetto romano Pietro Maruscelli.
Nel 1965 la chiesa fu dotata di un terzo organo, dotato di due manuali e pedaliera, opera della ditta Mascioni di Cuvio, collocato in una cassa dietro l'altar maggiore.

## Convento
La Chiesa della Minerva fu unita ad uno dei più importanti conventi dell'ordine domenicano. Sviluppatosi progressivamente nel corso del XIV secolo, il convento divenne, nel corso dell'età moderna, la sede delle alte gerarchie dell'ordine (maestro generale, procuratore) e ospitò, tra l'altro, la Congregazione del Sant'Uffizio. Vi ebbero luogo due conclavi e l'elezione dei papi Eugenio IV (1431) e Niccolò V (1447), e l'abiura di Galileo.
Dal punto di vista architettonico esso si venne articolando su due chiostri: il chiostro Guidetti, adiacente alla chiesa, che fu completamente riedificato alla fine del Cinquecento, ed il chiostro della Cisterna, costruito alla fine del Quattrocento utilizzando colonne romane di spoglio.
Alla fine del Cinquecento, per impulso del maestro generale Vincenzo Giustiniani, il convento fu ampliato ed abbellito. Intorno al chiostro della Cisterna furono creati, attraverso un processo di sopraelevazione, l'appartamento del maestro generale, una grande sala destinata a biblioteca ed una serie di appartamenti di rappresentanza, attualmente noti come "Sale Galileo" (con la sala del Refettorio, le Sale dell'Inquisizione, le sale Galileo e la sala delle Capriate), attualmente rientranti nel Palazzo San Macuto. Queste sale furono adornate da un ciclo di affreschi celebrativi dei meriti dell'ordine domenicano nella lotta contro l'eresia, attribuiti a Francesco Allegrini e realizzati verso il 1660.
All'inizio del Settecento nell'area del convento dei Domenicani (con la sala dei Papi) fu collocata la Biblioteca Casanatense, di cui i domenicani ebbero la gestione, ma non la proprietà: in essa è rimarchevole il salone monumentale della Biblioteca Casanatense.
Utilizzato come caserma durante l'occupazione napoleonica di Roma (1808-1814), il convento fu definitivamente espropriato dallo Stato italiano dopo il 1870 e destinato a sede del Ministero delle poste e dei telegrafi e del Ministero della pubblica istruzione.
Attualmente l'area esterna alla biblioteca casanatense - consistente nei palazzi San Macuto e della Minerva - è occupata dal Polo bibliotecario parlamentare e da una comunità di frati domenicani, che hanno riottenuto una parte degli ambienti cenobitici.

## Opere già in Santa Maria Sopra Minerva
- Donatello, Madonna con due corone e cherubini, oggi in collezione privata romana